# Warren Blondell
Warren Blondell – australijski aktor telewizyjny i filmowy i model.
Po raz pierwszy trafił na mały ekran w australijskiej operze mydlanej Niespokojne lata (The Restless Years, 1977) z udziałem Jamesa Healeya. Pięć lat później zadebiutował na kinowym ekranie w sensacyjnym dramacie sportowym Stracone lata (Running on Empty, 1982) obok Robina Ramsaya. W latach 1983–1988 pracował w Paryżu jako model dla agencji Petera Marlowe. Reklamował także Jockey Ad (1985). Stał się rozpoznawalny w wielu krajach świata dzięki roli Toma McMastera w miniserialu Powrót do Edenu (Return to Eden, 1986).
Pojawił się potem w komedii romantycznej Randka z wrogiem (Dating the Enemy, 1996) u boku Guya Pearce'a.

## Filmografia

### Filmy fabularne
- 1996: Randka z wrogiem (Dating the Enemy) jako gość na wystawie
- 1982: Stracone lata (Running on Empty) jako Lee

### Seriale TV
- 1988: Richmond Hill jako Mark Johnson
- 1986: Powrót do Edenu (Return to Eden) jako Tom McMaster
- 1977: Niespokojne lata (The Restless Years) jako Shaun Williams